# 誰か故郷を想わざる (曲)
誰か故郷を想わざる（たれかこきょうをおもわざる）は、昭和15年（1940年）発売の戦時歌謡曲。旧仮名遣いでは「誰か故郷を想はざる」と書く。
作詞:西條八十、作曲:古賀政男、歌:霧島昇で、1940年1月20日、日本コロムビアから発売された。半年間で56万枚を売り上げるほどの大ヒットにより、新興キネマより同名映画が製作された。
ふるさとを遠く離れ、友と遊んだ野山や、嫁ぐ姉を見送った寂しさなどを回想する思いを、流麗なメロディーに乗せて歌う。西條・古賀・霧島それぞれにとって代表的なヒット曲となり、晩年に至るまで霧島は懐メロ番組などでよく歌っていた。
タイトルは「故郷を想わない人はいない」という意味の反語であるが、当初、こういった点が難解すぎてヒットしないと判断され、慰問用レコードとしてすべて戦地に送られたという。ところが戦地で望郷の想いやみがたい兵士の間で大ヒットし、内地に逆輸入された。慰問に訪れた渡辺はま子がこの歌を歌うと、居合わせた畑俊六大将から末端の兵士まで等しく泣き渡辺も思わずもらい泣きして、満場涙に暮れたというエピソードもある。
内地の工場などでは「曲調が哀愁に満ちており士気が下がる」と禁止したところもあったという。四面楚歌の故事にもあるように望郷の念をかきたてるのは士気を下げるための有効な方法であるから無理もないが、この曲の人気には影響しなかったようである。
2年後の1942年、作詞:西條八十、作曲:古賀政男、歌:霧島昇で「打倒米英」「陥したぞシンガポール」という唄が出たが、あまり受けなかった。

## 備考
- 1994年公開の映画『集団左遷』にて、俳優の梅津栄が当曲を歌唱している。